# Peyriat
Peyriat es una comuna francesa del departamento de Ain, en la región de Auvernia-Ródano-Alpes.

## Demografía
| 212 | 223 | 289 | 288 | 259 | 245 | 284 | 246 | 235 | 238 | 233 | 217 | 205 | 200 | 186 | 174 | 152 | 140 | 148 | 138 | 108 | 114 | 104 | 107 | 106 | 106 | 97 | 85 | 87 | 120 | 154 | 158 | 165 | 176 |
| Para los censos de 1962 a 1999 la población legal corresponde a la población sin duplicidades (Fuente: INSEE [Consultar]) |     |     |     |     |     |     |     |     |     |     |     |     |     |     |     |     |     |     |     |     |     |     |     |     |     |    |    |    |     |     |     |     |     |